# هاري جونستون (لاعب كرة قدم)
هاري جونستون (بالإنجليزية: Harry Johnston)‏ (26 سبتمبر 1919 بمانشستر في المملكة المتحدة - 12 أكتوبر 1973 بمانشستر في المملكة المتحدة) هو مدرب كرة قدم ولاعب كرة قدم بريطاني (وحمل سابقاً جنسية المملكة المتحدة لبريطانيا العظمى وأيرلندا) في مركز الدفاع. شارك مع منتخب إنجلترا لكرة القدم. أما مع النوادي، فقد لعب مع نادي بلاكبول.

## وصلات خارجية
- هاري جونستون على موقع قاعدة بيانات كرة القدم.إي يو (الإنجليزية)
- هاري جونستون على موقع ناشيونال فوتبول تيمز (الإنجليزية)